# František Buráň
František Buráň (4. prosince 1938 Vlčnov – 9. března 2002 Brno) byl československý fotbalista, který nastupoval jako útočník či záložník.

## Fotbalová kariéra
Odchovanec Vlčnova na sebe upozornil v roce 1960, talentovaného hráče si všimli v brněnské Rudé hvězdě. V československé nejvyšší soutěži nastoupil v 1 utkání za RH Brno (1960/61) a po fúzi RH se ZJŠ zasáhl do 1 zápasu i v dresu Spartaku ZJŠ Brno (1962/63). Ve druhé lize hrál za RH Brno (podzim 1961), Spartak ZJŠ Brno (jaro 1962) a Spartak ZJŠ Brno „B“ (1962/63). V Brně se oženil a usadil, později hrával za Královopolskou. Byl znám svou tvrdou střelou.

## Ligová bilance
| Ročník           | Zápasy | Góly | Minuty | Klub                    |
| ---------------- | ------ | ---- | ------ | ----------------------- |
| I. liga 1960/61  | 1      | 0    | 90     | TJ Rudá hvězda Brno     |
| II. liga 1961/62 | –      | 0    | –      | TJ Rudá hvězda Brno     |
| II. liga 1961/62 | –      | 0    | –      | TJ Spartak ZJŠ Brno     |
| I. liga 1962/63  | 1      | 0    | 54     | TJ Spartak ZJŠ Brno     |
| II. liga 1962/63 | –      | –    | –      | TJ Spartak ZJŠ Brno „B“ |
| CELKEM I. LIGA   | 2      | 0    | 144    |                         |